# KAMI
『KAMI』（カミ）は、イギリスのゲームソフト開発スタジオState of Play Gamesが開発したパズルゲーム。iOS、Android、Steam、ニンテンドー3DS向けに配信されたが、このうちAndroid版は配信を終了している。
本稿では、続編のiOS、Android用ソフト『KAMI 2』についても記述する。

## 概要
開発元のState of Play Gamesは紙を題材としたゲームソフトを多く制作しているが、本作はその2作目となる。タイトルロゴには、「KAMI」の文字の下に漢字の「紙」とその意味を説明する「(paper)」の文字が併記されている。
作品内のデザインは主に和紙のような質感の図形で構成され、ゲームのプレイ中にはそれらが折り畳まれる表現が多く用いられる。State of Play Gamesの創設者の一人であるKatherine Bidwellは、作品のアートテーマについて折り紙の影響があると語っている。

## システム
各問題では場に正方形の紙が敷き詰められており、それぞれが特定の色で染められている。画面下のパレットに並ぶ色から1つを選択した後にいずれかの紙をタッチすると、その紙と周囲に隣接する同色のエリア全てが選択色に変化する。この工程を繰り返して、最終的に場の紙を全て同色にすることを目指す。各問題には目標とする最小手数が設定されており、1手オーバーまでならクリア、2手以上のオーバーでやり直しとなる。
iOS版とAndroid版には課金要素があり、問題のヒントや特殊なデザインのパレットを購入できる。
続編の『KAMI 2』は、ルールは前作とほぼ同じだが、場に並んでいる紙の形が正方形ではなく正三角形になっている。また、新規要素として、自作パズルのアップロードや他のユーザーが制作したパズルのダウンロードを行う機能が搭載されている。

## 評価
KAMI
- Mac App Store 「Best of 2013」選出[14]
- SXSW Gaming Awards 2014 「Gamer's Voice Award」ノミネート[15]

KAMI 2
- Google Play Indie Games Contest 2017 ノミネート[16]
- BAFTA Awards 2018 「Mobile Game in 2018」ノミネート[17]